# U-Bahnhof Bródno
Der U-Bahnhof Bródno ist ein in Bau befindlicher U-Bahnhof im gleichnamigen Stadtviertel im Bezirk Targówek in Warschau.

## Lage
Die Tunnelstation befindet sich unter der Straße Kondratowicza zwischen der Kreuzung Kondratowicza/Łabiszyńska im Osten und der westlich der Station gelegenen Kreuzung Bazyliańska/Rembielińska.
Bródno wird die östliche Endstation der Linie M2 der Warschauer Metro werden. Deswegen wird hinter der Station eine elfgleisige Abstellanlage errichtet.

## Bauarbeiten
Die Bauarbeiten für den Abschnitt Trocka – Bródno begannen Anfang März 2019. Da die Bauarbeiten der Station in direkter Nähe zu Gebäuden stattfinden, sind extra Lärmschutzwände aufgestellt worden.

## Eröffnung
Die Eröffnung der Strecke von Trocka über Zacisze, Kondratowicza nach Bródno war für das Jahr 2021 geplant, doch durch die Folgen der COVID-19-Pandemie wurde sie auf 2022 verschoben.